# Vệ Tương công
Vệ Tương công (衞襄公, trị vì 543 TCN-535 TCN), tên thật là Cơ Ác (姬惡), là vị quân chủ thứ 27 của nước Vệ - chư hầu nhà Chu trong lịch sử Trung Quốc.
Ông là con trai của Vệ Hiến công, vua thứ 26 của nước Vệ. Năm 543 TCN, Vệ Hiến công qua đời, Cơ Ác lên ngôi vua, tức Vệ Tương công.
Trong thời gian làm vua, Vệ Tương công quan hệ khá tốt với nước Tấn bá chủ, trong nước yên ổn không xảy ra biến cố gì lớn.
Năm 538 TCN, Sở Linh vương hội chư hầu, triệu Vệ Tương công, Tương công xưng bệnh không đến chầu vua Sở.
Năm 535 TCN, Vệ Tương công mất. Ông làm vua được 9 năm. Thượng khanh nước Tấn là Hàn Khởi sai người sang viếng tang, Tấn Bình công nhân đó trả lại nước Vệ đất Thích Điền.
Con ông là Cơ Nguyên lên kế vị, tức Vệ Linh công.